# 제4회 KBS 프리미어 영화 페스티벌
제4회 KBS 프리미어 영화 페스티벌은 2008년 8월 28일에 열린 시상식이다.

## 수상 및 후보

### 상영작
- 천상의 길 - 차마고도 - 신재국 외 2명
- 엘리트 스쿼드 - 호세 파딜라
- 스콜피온 - 줄리안 세리
- 헌팅 파티 - 리처드 쉐퍼드
- 하루, 48시간 - 카트린느 카스텔
- 왕과의 하룻밤 - 마이클 O. 사이벨
- 블러프 - 펠리페 마르티네즈
- 검은 풍선 - 엘리사 다운